# Labeobarbus tsanensis
Labeobarbus tsanensis és una espècie de peix pertanyent a la família dels ciprínids.

## Descripció
- Fa 39,4 cm de llargària màxima.[5]

## Alimentació
Els exemplars menors de 10 cm de llargària mengen principalment larves d'insectes i, en menor mesura, zooplàncton i ostracodes. Conforme van augmentant la seva mida, afegeixen insectes adults, mol·luscs i detritus a llur dieta.

## Hàbitat
És un peix d'aigua dolça, bentopelàgic i de clima tropical (13°N-11°N).

## Distribució geogràfica
Es troba a Àfrica: és un endemisme del llac Tana (Etiòpia).

## Observacions
És inofensiu per als humans.